# Bob-Europameisterschaft 1975
Die Bob-Europameisterschaft 1975 sollte am 25. und 26. Januar  im Zweierbob und am 1. und 2. Februar 1975 im Viererbob  ausgetragen werden. Allerdings hatte sich zum Zeitpunkt eines Kongresses der FIBT im Mai 1974 noch kein Ausrichter bereit erklärt, die EM auszutragen. Zum damaligen Zeitpunkt waren mit Cervinia, Cortina d’Ampezzo und St. Moritz überhaupt wohl  nur drei Natureisbahnstandorte in der Lage, eine EM in beiden Konkurrenzen durchzuführen. Cervinia hatte allerdings auf dem FIBT-Kongreß bereits die Ausrichtung der Bob-Weltmeisterschaft 1975 zugesprochen bekommen, St. Moritz hatte 1974 mit der WM bereits einen großen Bobwettbewerb ausgetragen. Für die neu gebaute Kunsteisbahn in Igls, Austragungsort der Bobwettbewerbe bei den Olympischen Winterspielen  1976 in Innsbruck, waren vorolympische Wettkämpfe schon terminiert. Nach der Absage der Europameisterschaften im Vorjahr wegen des schlechten Zustandes der Bobbahn sahen sich die Betreiber in Cortina d’Ampezzo offensichtlich nicht in der Lage, für 1975 eine Zusage zu geben. Ein Angebot des Deutschen Bobsportverbandes, den am 25. und 26. Januar 1975 vorgesehenen Nationencup im Zweierbob auf der Kunsteisbahn Königssee gleichzeitig als Europameisterschaft auszuschreiben, scheiterte in Verhandlungen mit der FIBT. Somit fiel die Bob-Europameisterschaft 1975 ersatzlos aus.